# Jonatan Gustafsson
Jonatan Gustafsson, född 28 december 1999, är en svensk orienterare som tävlar för KFUM Örebro.
Gustafsson deltog i Europamästerskapen i orientering 2021 i Knockoutsprint och Sprint, men det var först 2022 han slog igenom med en bronsmedalj i knockoutsprint vid sprint-VM som hölls i i Frederica, Danmark. Samma år vann han guld i sprint och ett silver i sprintstafett (tillsammans med Vilma von Krusenstierna, August Mollén och Tilda Östberg) vid  Student-VM 2022.
2023 och 2024 blev Gustafsson svensk mästare i sprintorientering.
I den andra omgången av 2023 års världscup i Česká Lípa, Tjeckien, vann han brons i sprintstafetten tillsammans med Sara Hagström, Gustav Bergman och Emma Bjessmo. Vid den tredje omgången, som samtidigt var Europamästerskap 2023, vann han guld i sprintstafett   och silver i knockoutsprint.
Vid 2023 års Euromeeting i Skottland var Gustafsson en del av det segrande svenska laget i sprintstafett och kom på tredje plats i knockoutsprinten.
I den första omgången av 2024 års världscup i Olten, Schweiz vann Gustafsson silver i knockoutsprint efter Joey Hardon, Schweiz.
Vid 2024 års sprint-VM i Edinburgh vann Gustafsson återigen brons i knockoutsprint.
Som en av de svenska deltagarna i student-VM 2024 vann han bronsmedalj i stafett tillsammans med Gustav Runefors och Axel Granqvist.
Vid World Games 2025 i Chengdu, Kina vann Gustafsson tillsammans med Emma Bjessmo, August Mollén och Alva Sonesson en silvermedalj i sprintstafett endast 5 sekunder efter det segrande schweiziska laget. 